# Омніцид
Омніци́д — знищення всього живого на Землі. Може виникнути внаслідок природних та антропогенних процесів.

## Можливі сценарії

### Розтоплення Землі

Тепловий баланс океану з 1960 до 2019 року.

Земля випромінює тепло у розмірі близько 47 ТВт (терават), що складає менше 0,1 % від потужності надходжуваної сонячної радіації. Частина цього тепла припадає на тепло, яке виділяється при розпаді радіоактивних ізотопів у надрах Землі.
Земля є своєрідною «тепловою машиною». Теплова енергія перетворюється на механічну, кінетичну, породжуючи тектонічні рухи, магматизм й метаморфізм. Тепло надходить з глибоких надр планети, на що вказують геотермічний градієнт та тепловий потік. Основними джерелами енергії глибинних геологічних процесів є гравітаційна диференціація й радіоактивний розпад елементів. Розпад радіоактивних елементів за деякими даними забезпечує близько 15 % внеску до нагріву, більша частка (85 %) припадає на нагрів внаслідок гравітаційної диференціації надр планети. Абсолютна {\displaystyle \beta }-активність калію, згідно до більшості досліджень, відповідає 27-33 {\displaystyle \beta }-розпадам на 1 г калію на секунду. Калій належить до дуже розповсюджених елементів. По вмісту у земній корі (у середньому близько 2,4 %) він поступається лише кисню, кремнію, алюмінію, залізу, кальцію та натрію.
Нагрівання світового океану здійснюється із швидкістю 5 атомних бомб на секунду цілодобово, 365 днів на рік.